# 奇武胡夫

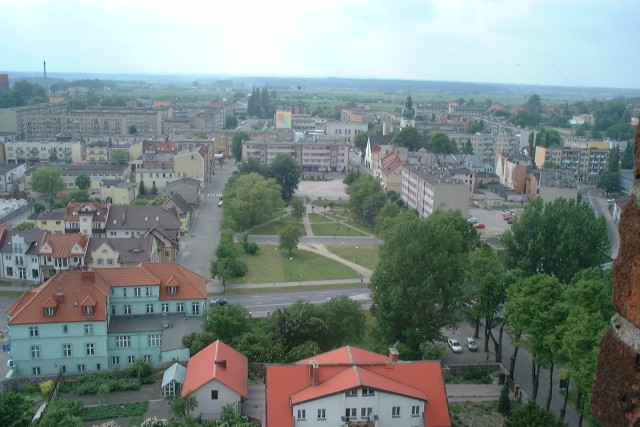

奇武胡夫是波蘭的城鎮，位於該國西北部，距離霍伊尼采15公里，由濱海省負責管轄，始建於十二世紀，面積12.48平方公里，海拔高度160米，2006年人口14,597。

## 友好城市
- 法國 乌什地区孔什

## 外部連結
- http://www.Schlochau.de（页面存档备份，存于）
- City website （波兰語）
- Gmina of Człuchów
- Newspaper reports of Schlochau （德文）

53°40′N 17°22′E / 53.667°N 17.367°E